# Орлы (Черкасская область)
Орлы (укр. Орли) — село в Лысянском районе Черкасской области Украины.
Население по переписи 2001 года составляло 309 человек. Почтовый индекс — 19323. Телефонный код — 4749.

## Местный совет
19323, Черкасская обл., Лысянский р-н, с. Будище